# まなざし (東方神起の曲)
「まなざし」は、東方神起の楽曲である。2020年1月22日にavex traxから日本での48枚目のシングルとして発売された。

## 概要
前作『Hot Hot Hot/ミラーズ』より約半年ぶりのリリースで、2020年第1弾シングル。同時にデビュー15周年を記念した作品となっている。
「CD+フォトブック+スマプラミュージック」「CD+スマプラミュージック」「CD+スマプラミュージック（Bigeast盤）」の3形態でのリリース。
15周年を記念し、シングルの初回限定豪華盤に封入されているポイントを貯めることで応募できる「全国ハイタッチ会」が開催される予定となっている。

## リリース
CD+フォトブック+スマプラミュージック（初回限定豪華盤）
- 品番：AVCK-79657
- A4サイズ特殊ジャケット、フォトブック（A4サイズ / 24ページ）
- ジャケットサイズカード封入（6種から1枚ランダムで封入）
- ポイント獲得用シリアルナンバー（5ポイント）封入

CD+スマプラミュージック（初回盤）
- 品番：AVCK-79658
- ジャケットサイズカード封入（6種から1枚ランダムで封入）
- リリース記念イベント「Meet&Greet」応募シリアル封入

CD+スマプラミュージック（Bigeast盤）
- 品番：AVC1-79659
- ジャケットサイズカード封入（6種から1枚ランダムで封入）
- Bigeastオフィシャルショップ限定特典：メンバー直筆コメント付きブックレット（ジャケットサイズ / 8ページ）

## 収録内容
| 全編曲: 松浦晃久。 |                            |           |            |       |
| #                  | タイトル                   | 作詞      | 作曲       | 時間  |
| 1.                 | 「まなざし」               | 中村月子  | 中村月子   | 4:10  |
| 2.                 | 「Your Song」              | 中村月子  | 山本加津彦 | 4:45  |
| 3.                 | 「まなざし (Less Vocal)」  |           | 中村月子   | 4:09  |
| 4.                 | 「Your Song (Less Vocal)」 |           | 山本加津彦 | 4:41  |
| 合計時間:          | 合計時間:                  | 合計時間: | 合計時間:  | 17:45 |

## 曲の解説
1. まなざし
15年間の感謝の思いを込めたバラード[9][7]。
作詞を手がけた中村月子は「シンガーやミュージシャンの方は、誰よりも特別でありたい、愛されたいと思いながら常にステージに立っている。ステージに立ってスポットライトの先にある“ままざし”を感じたときに、特別じゃなくてもいいと言うことを教えられる。お二人のライブを鑑賞して、お会いしてすごく感じたことでもある。そんな“まなざし”は誰しも感じられることだと思う。」とコメントしている[10]。
ミュージック・ビデオは、フィルム撮影されたもの[11]。
2. Your Song